# Lijst van rijksmonumenten in Alphen-Chaam
De gemeente Alphen-Chaam telt 38 inschrijvingen in het rijksmonumentenregister. Hieronder een overzicht. 

## Alphen
De plaats Alphen telt 21 inschrijvingen in het rijksmonumentenregister. Zie Lijst van rijksmonumenten in Alphen (Noord-Brabant) voor een overzicht.

## Chaam
De plaats Chaam telt 12 inschrijvingen in het rijksmonumentenregister. Zie Lijst van rijksmonumenten in Chaam voor een overzicht.

## Galder
De plaats Galder telt 3 inschrijvingen in het rijksmonumentenregister.
| Object | Oorspronkelijke functie? | Bouwjaar | Architect | Locatie             | Coördinaten?                  | Nr.?   | Afbeelding        |
| --- | ------------------------ | -------- | --------- | ------------------- | ----------------------------- | ------ | ----------------- |
| Boerderij van het Brabantse langgeveltype. Woongedeelte onder met riet gedekt zadeldak tegen een puntgevel met rookkanaal in de as. Stal met getoogde inrijpoort en met pannen gedekt wolfdak. In het woongedeelte vensters met zesruitsschuiframen en luiken | Boerderij                | 1836     |           | Galderseweg 13      | 51° 31' 9" NB, 4° 46' 36" OL  | 30499  | Meer afbeeldingen |
| Sint-Jacobskapel. Zaalgebouw met driezijdige koorsluiting en een westelijke, in 1628 herstelde, toren met overhoekse steunberen | Kerk en kerkonderdeel    | 16e eeuw |           | Sint Jacobsstraat 2 | 51° 31' 11" NB, 4° 46' 25" OL | 30500  | Meer afbeeldingen |
| De Drie Zwaantjes | Boerderij                | ca. 1680 |           | Galderseweg 115     | 51° 31' 31" NB, 4° 46' 10" OL | 498136 | Meer afbeeldingen |

## Grazen
De plaats Grazen telt 1 inschrijving in het rijksmonumentenregister.
| Object | Oorspronkelijke functie? | Bouwjaar | Architect | Locatie       | Coördinaten?                  | Nr.?  | Afbeelding        |
| --- | ------------------------ | -------- | --------- | ------------- | ----------------------------- | ----- | ----------------- |
| Boerderij van het Kempische langgeveltype, met kruiskozijnen; om het keldervenster een in wit geschilderd kruis als afweerteken. Twee Vlaamse schuren en een bakhuis | Boerderij                |          |           | Grazenseweg 3 | 51° 29' 21" NB, 4° 49' 37" OL | 30501 | Meer afbeeldingen |

## Strijbeek
De plaats Strijbeek telt 1 inschrijving in het rijksmonumentenregister.
| Object                 | Oorspronkelijke functie? | Bouwjaar        | Architect | Locatie            | Coördinaten?                 | Nr.?  | Afbeelding        |
| ---------------------- | ------------------------ | --------------- | --------- | ------------------ | ---------------------------- | ----- | ----------------- |
| Kapel van St. Hubertus | Kerk en kerkonderdeel    | 17e of 18e eeuw |           | Strijbeekseweg 59A | 51° 30' 5" NB, 4° 47' 50" OL | 30502 | Meer afbeeldingen |

## Ulvenhout (Alphen-Chaam)
Het deel van de plaats Ulvenhout dat bij Alphen-Chaam hoort, telt 31 inschrijvingen in het rijksmonumentenregister. Zie Lijst van rijksmonumenten in Ulvenhout (Alphen-Chaam) voor een overzicht.
's-Hertogenbosch ·
Alphen-Chaam ·
Altena ·
Asten ·
Baarle-Nassau ·
Bergeijk ·
Bergen op Zoom ·
Bernheze ·
Best ·
Bladel ·
Boekel ·
Boxtel ·
Breda ·
Cranendonck ·
Deurne ·
Dongen ·
Drimmelen ·
Eersel ·
Eindhoven ·
Etten-Leur ·
Geertruidenberg ·
Geldrop-Mierlo ·
Gemert-Bakel ·
Gilze en Rijen ·
Goirle ·
Halderberge ·
Heeze-Leende ·
Helmond ·
Heusden ·
Hilvarenbeek ·
Laarbeek ·
Land van Cuijk ·
Loon op Zand ·
Maashorst ·
Meierijstad ·
Moerdijk ·
Nuenen, Gerwen en Nederwetten ·
Oirschot ·
Oisterwijk ·
Oosterhout ·
Oss ·
Reusel-De Mierden ·
Roosendaal ·
Rucphen ·
Sint-Michielsgestel ·
Someren ·
Son en Breugel ·
Steenbergen ·
Tilburg ·
Valkenswaard ·
Veldhoven ·
Vught ·
Waalre ·
Waalwijk ·
Woensdrecht ·
Zundert